# Julius von Hochenegg
Julius von Hochenegg (ur. 2 sierpnia 1859 w Wiedniu, zm. 11 maja 1940 tamże) – austriacki chirurg. Jego bratem był inżynier Carl von Hochenegg (1860–1942).
Julius Hochenegg urodził się w Wiedniu, jego rodzina pochodziła z Tyrolu. Studiował w Wiedniu, tytuł doktora medycyny otrzymał w 1884. Specjalizował się z chirurgii najpierw u Theodora Billrotha, a następnie, w latach 1886-1890, był asystentem w I klinice chirurgicznej u Eduarda Alberta. Habilitację z chirurgii uzyskał w 1889, w 1891 objął stanowisko dyrektora wydziału (Abteilungsvorstand) Wiedeńskiej Polikliniki (Wiener Allgemeine Poliklinik). Został profesorem nadzwyczajnym w 1894. W 1904 został profesorem zwyczajnym. Do przejścia na emeryturę w 1920 roku szefował również II klinice chirurgicznej.
12 listopada 1914 otrzymał tytuł szlachecki od cesarza Franciszka Józefa. 9 maja 1915 jego jedyny syn zginął na rosyjskim froncie.

## Wybrane prace
- Über symmetrische Gangrän und locale Asphyxie. Wien, Braumüller, 1886. 92 pp.
- Jahresberichte der II. chirurgischen Klinik. Berlin-Wien, 1906−1907
- Kriegschirurgische Mitteilungen. Berlin-Wien, 1919
- Lehrbuch der speziellen Chirurgie. Berlin-Wien, 1906-1909